# Volba císaře Svaté říše římské roku 1612

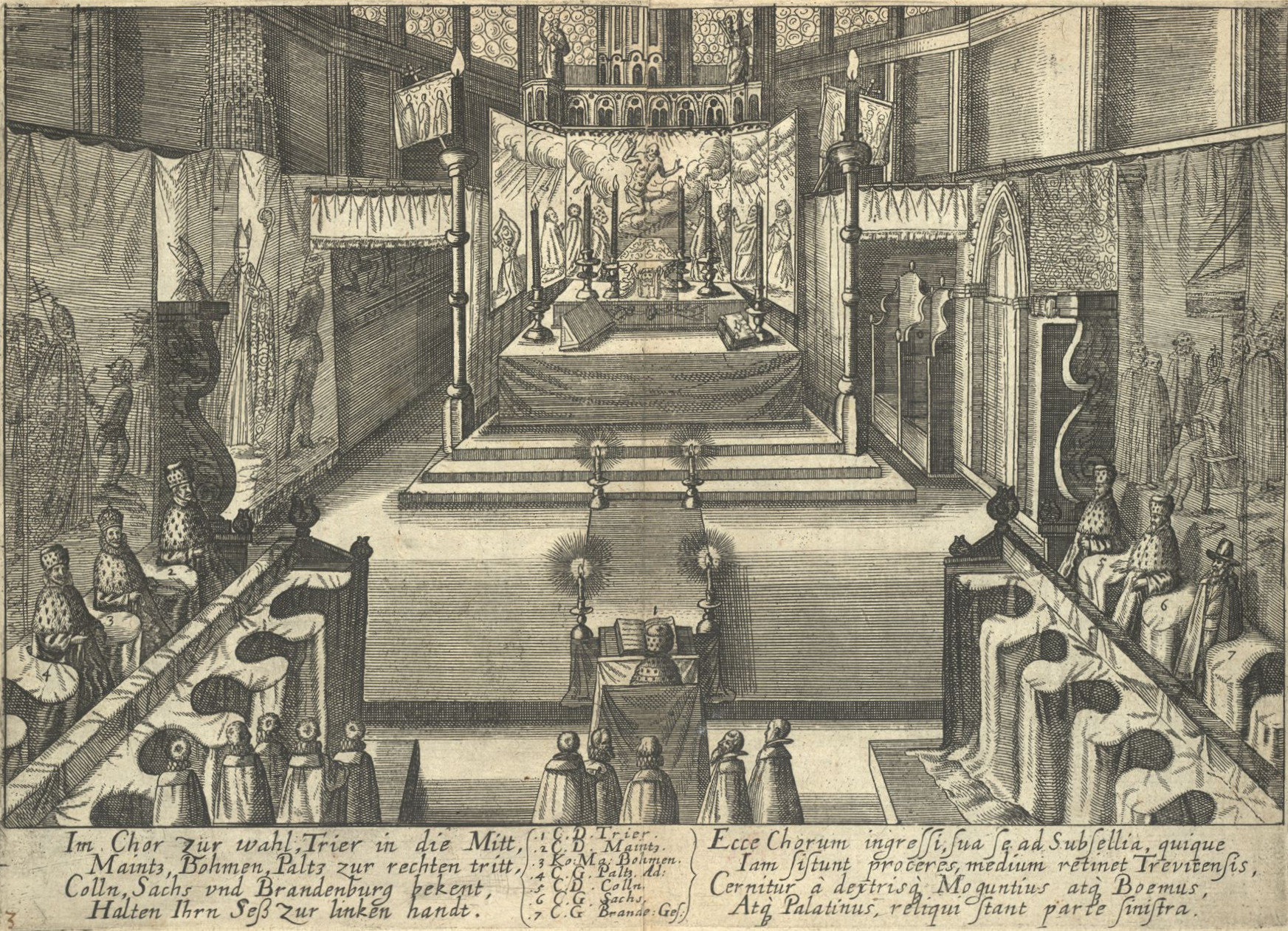
Volba císaře zobrazená na soudobé rytině

Volba císaře roku 1612 se konala za účelem výběru císaře Svaté říše římské ve Frankfurtu nad Mohanem dne 13. června. Zvolen byl Matyáš Habsburský.

## Průběh
Předchozí císař Svaté říše římské, Rudolf II., zemřel 20. ledna. Kurfiřti, kteří se sešli, aby ho nahradili, byli:
- Johann Schweikhard von Kronberg, kurfiřt mohučský
- Lothar z Metternichu, kurfiřt trevírský
- Ferdinand Bavorský, kurfiřt kolínský
- Matyáš, král český
- Fridrich V., kurfiřt falcký
- Jan Jiří I., kurfiřt saský
- Jan Zikmund, kurfiřt braniborský

Ferdinand Bavorský podporoval zvolení svého švagra, bavorského vévody Maxmiliána I., císařem; Maxmilián však trůn odmítl. Místo něj byl zvolen Rudolfův další přeživší bratr Matyáš, který již držel moc v Čechách a Uhrách. Byl korunován dne 26. června ve Frankfurtu.